# Neuenstein (Hohenlohe)

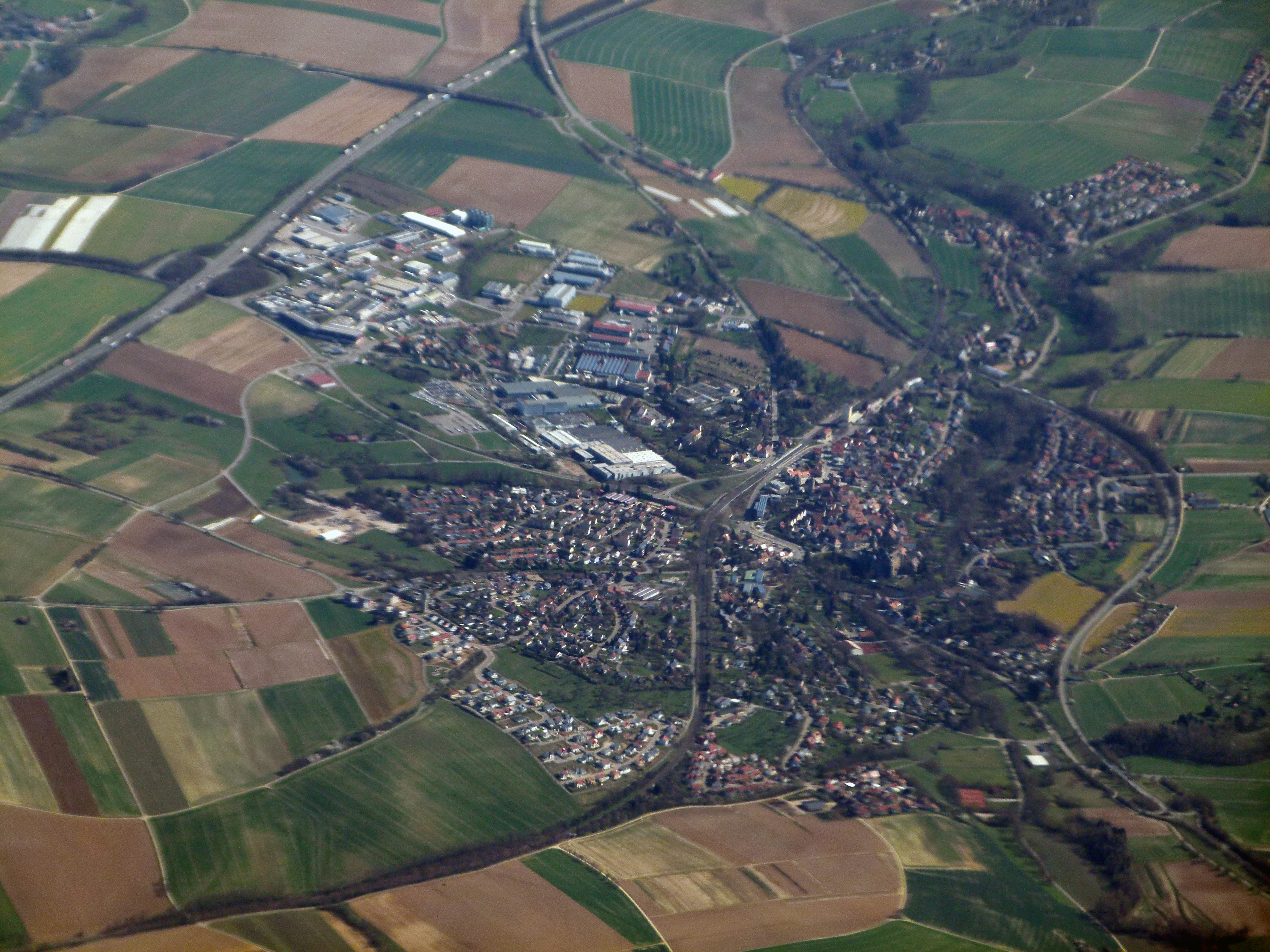
Luftbild von Neuenstein, Blick in nordöstliche Richtung

Neuenstein ist eine Stadt im Hohenlohekreis im fränkisch geprägten Nordosten Baden-Württembergs. Sie gehört zum Regionalverband Heilbronn-Franken.

## Geographie
Neuenstein hat Anteil an den Naturräumen Schwäbisch-Fränkische Waldberge, Kocher-Jagst-Ebenen und Hohenloher-Haller Ebene.

### Nachbargemeinden
Nachbargemeinden sind Kupferzell, Waldenburg, Öhringen, Zweiflingen, Forchtenberg, Niedernhall und Künzelsau.

### Stadtgliederung
Die Stadt gliedert sich in sieben Stadtteile: Neuenstein, Kirchensall mit Neureut, Kleinhirschbach, Obersöllbach, Eschelbach, Kesselfeld und Grünbühl.
| Wappen Eschelbach      | - Zu Eschelbach das Dorf Eschelbach und das Gehöft Eichberg.                                                                                           |
| Wappen Gruenbuehl      | - Zu Grünbühl das Dorf Grünbühl, die Weiler Kesselhof, Lohe, Obereppach, Tannen, Untereppach, Waldsall und Wüchern und der Wohnplatz Hohebuch.         |
| Wappen Kesselfeld      | - Zu Kesselfeld das Dorf Kesselfeld, die Weiler Hohrain und Pfaffenweiler und der Wohnplatz Rebbigshof (teilweise, auch zu Waldenburg).                |
| Wappen Kirchensall     | - Zu Kirchensall das Dorf Kirchensall und die Weiler Göltenhof, Langensall, Mainhardtsall und Tiergarten.                                              |
| Wappen Kleinhirschbach | - Zu Kleinhirschbach das Dorf Kleinhirschbach und die Weiler Döttenweiler, Emmertshof, Großhirschbach, Löschenhirschbach, Steinsfürtle und Stolzeneck. |
| Wappen Neuenstein      | - Zu Neuenstein die Stadt Neuenstein, die Weiler Eichhof und Klumpenhof und das Gehöft Bernhardsmühle.                                                 |
| Wappen Neureut         | - Zur Altgemeinde Neureut das Dorf Neureut, der Weiler Neufels und der Wohnplatz Mühle.                                                                |
| Wappen unbekannt       | - Zu Obersöllbach das Dorf Obersöllbach. |

### Flächenaufteilung
Nach Daten des Statistischen Landesamtes, Stand 2014.

## Geschichte

### Bis zum 19. Jahrhundert

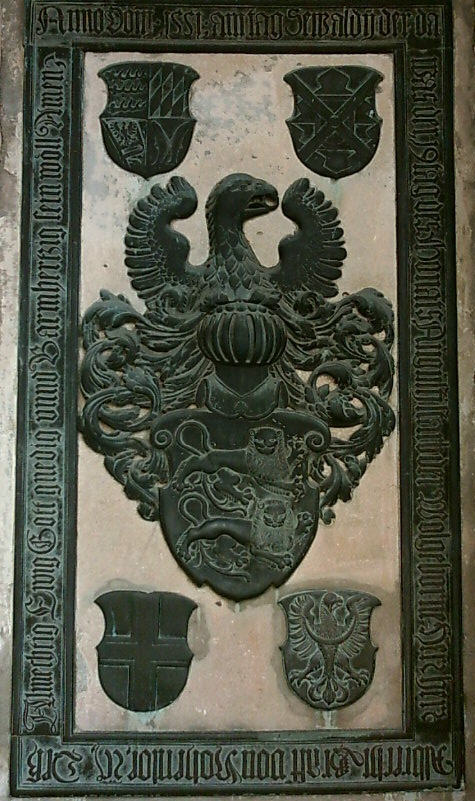
Grabplatte des Albert Kraft von Hohenlohe

Die Herren von Neuenstein, die ihre Burg Neufels und die umliegende Gemeinde gegründet haben, wurden erstmals 1230 als Vertragszeugen urkundlich benannt. 1351 verlieh Kraft III. von Hohenlohe-Weikersheim mit der Genehmigung von König Karl IV. Neuenstein die Stadtrechte. Er machte die junge Stadt wehrhaft, indem er Stadtmauer und -gräben errichten ließ und förderte die lokale Wirtschaft durch Einrichtung eines Wochenmarktes. Neuenstein gehörte bis 1553 der hohenlohischen Linie von Hohenlohe-Weikersheim. Bei der hohenlohischen Landesspaltung 1553 wurde Neuenstein Sitz der Linie Hohenlohe-Neuenstein unter Graf Ludwig Casimir. Mit dem Tod von Graf Wolfgang Julius 1698 fiel Hohenlohe-Neuenstein an Hohenlohe-Öhringen, die Residenz der Grafen war fortan Öhringen. Somit war Neuenstein insgesamt von 1553 bis 1698 Residenzstadt. Außerdem war das Hohenloher Gebiet zwischen 1500 und 1806 ein Teil des Fränkischen Reichskreises. Von 1698 bis 1806 blieb die Stadt unter der Landesherrschaft der Linie Hohenlohe-Öhringen, die 1764 in den Fürstenstand erhoben wurde.

### Nach Ende des alten Reiches
Infolge der Auflösung des Heiligen Römischen Reiches kam Neuenstein 1806 
vom Fürstentum Hohenlohe-Öhringen zum Königreich Württemberg und wurde Sitz eines eigenen Oberamts. Bei der Umsetzung der endgültigen Verwaltungsgliederung wurde Neuenstein 1809 dem Oberamt Öhringen unterstellt. Im Zuge der Verwaltungsreform während der NS-Zeit in Württemberg gelangte Neuenstein 1938 zum Landkreis Öhringen. Da die Stadt nach dem Zweiten Weltkrieg Teil der Amerikanischen Besatzungszone geworden war, gehörte sie somit seit 1945 zum neu gegründeten Land Württemberg-Baden, das 1952 im jetzigen Bundesland Baden-Württemberg aufging. 1973 erfolgte die Kreisreform in Baden-Württemberg, bei der Neuenstein zum Hohenlohekreis kam.

### Gemeindereform
- 1. Juli 1971: Eingemeindung von Neureut nach Kirchensall[6]
- 1. Dezember 1971: Eingemeindung von Kesselfeld nach Neuenstein[6]
- 1. April 1972: Eingemeindung von Eschelbach und Obersöllbach nach Neuenstein[7]
- 1. Januar 1975: Vereinigung von Neuenstein mit Grünbühl (bis zum 29. September 1969 Obereppach), Kirchensall und Kleinhirschbach zur neuen Stadt Neuenstein[8]

### Religionen

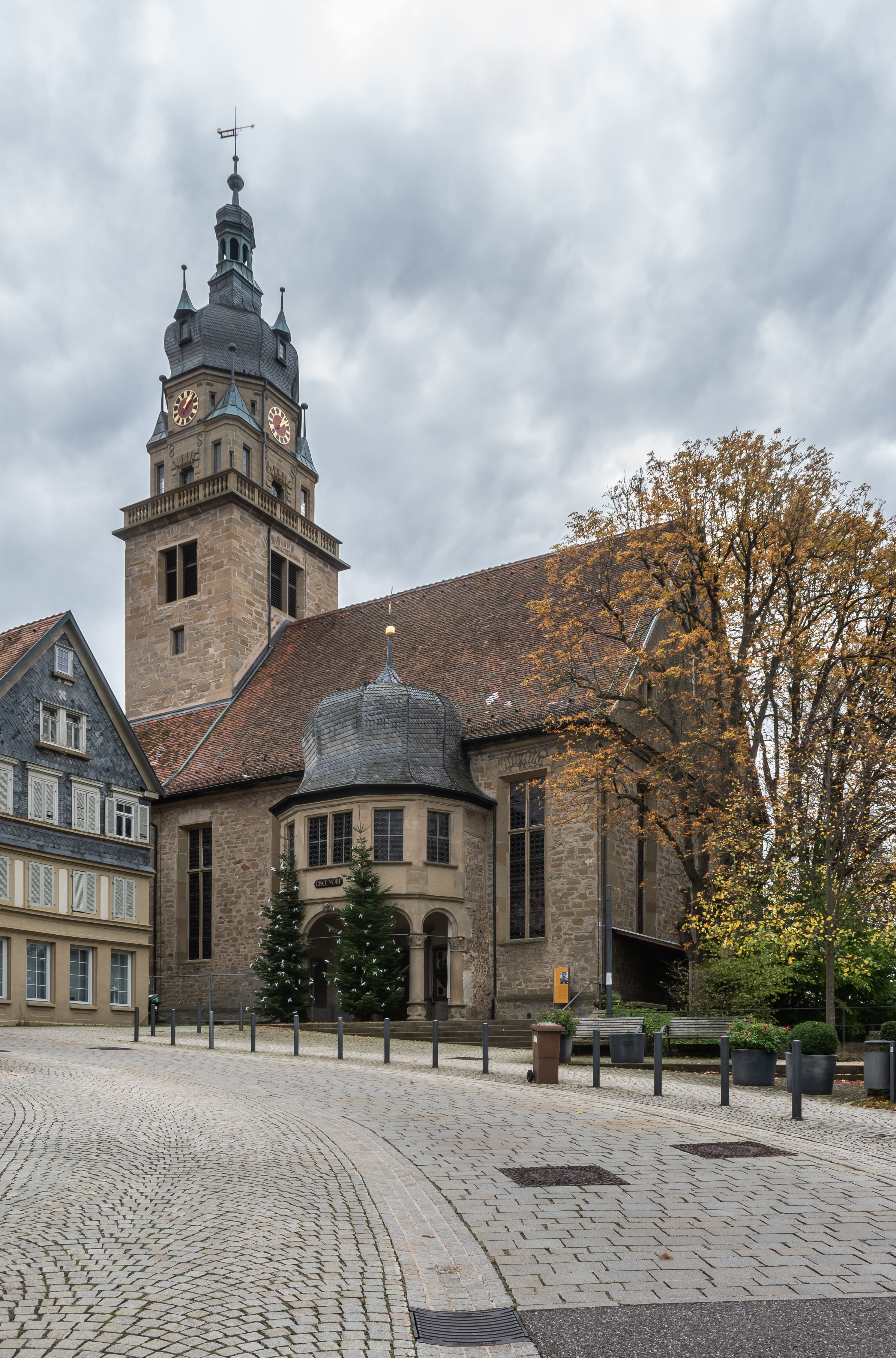
Stadtkirche in Neuenstein

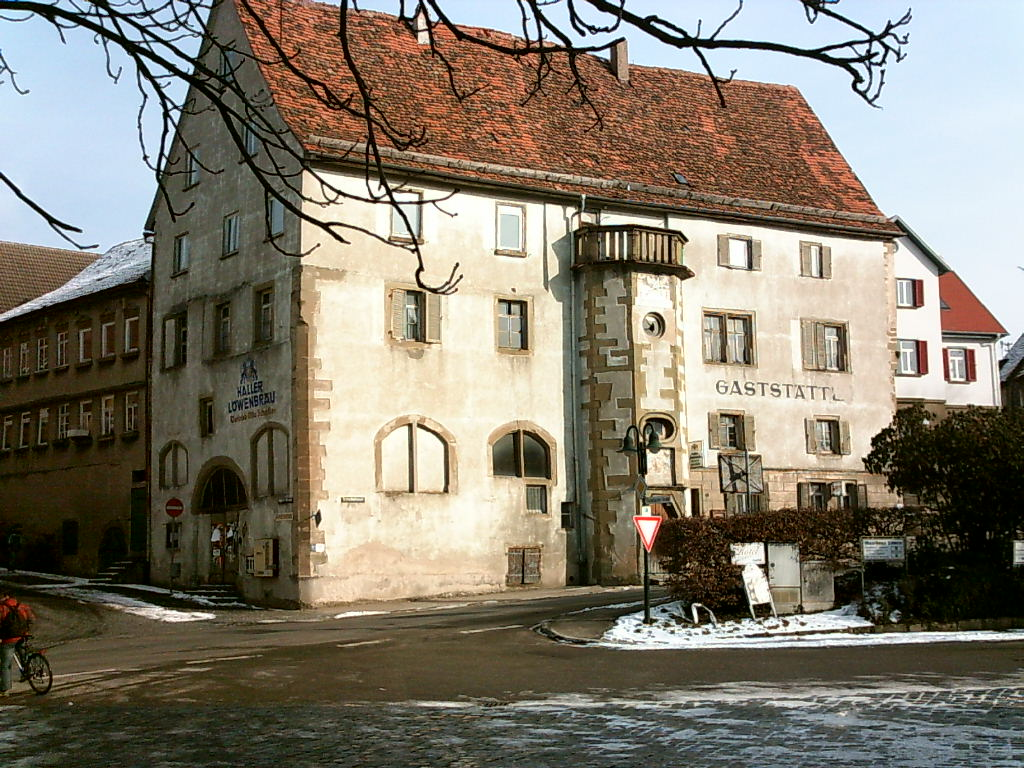
Straßenszene: Einstiges Wirtshaus

Graf Ludwig Casimir führte um 1553 die Reformation in Neuenstein ein. Neben der Stadtkirche in Neuenstein gehören zur evangelischen Kirchengemeinde in der Landeskirche von Württemberg die Johanneskirche in Eschelbach und die Maria-Magdalena-Kirche in Kesselfeld.

#### Katholische Kirchengemeinde
Bis 1950 gehörte die Kirchengemeinde zur Pfarrei Pfedelbach. Auch aufgrund der stark wachsenden Zahl der Katholiken (1927: 51 Katholiken, 1953: 962 Katholiken) in der Nachkriegszeit wurde Neuenstein gemeinsam mit der ebenfalls zu Pfedelbach gehörenden Gemeinde Öhringen von Pfedelbach abgetrennt, in Neuenstein wurde ein sog. Expositurvikariat errichtet. Damit gehörte Neuenstein zur Stadtpfarrei St. Joseph Öhringen.
Die 1950 geweihte Barackennotkirche auf dem Franzosenfriedhof an der Kirchensaller Straße war viel zu klein, so dass eine neue Kirche gebaut werden musste. Diese wurde am 2./3. November 1957 durch den Rottenburger Weihbischof Wilhelm Sedlmeier geweiht. Zur eigenständigen katholischen Pfarrei und Kirchengemeinde Christus König erhoben wurde Neuenstein durch den Bischof von Rottenburg Georg Moser auf den 1. Januar 1981. Am 19. Oktober 2000 unterzeichneten die Kirchengemeinden Neuenstein und Öhringen einen Kooperationsvertrag für eine Seelsorgeeinheit, in der beide Kirchengemeinden weiterhin selbstständig sind. Die Kirchengemeinde Neuenstein gehört zum Dekanat Hohenlohe im Bistum Rottenburg-Stuttgart.

### Weitere Glaubensgemeinschaften
In Neuenstein gibt es auch eine Gemeinde der Neuapostolischen Kirche Süddeutschlands.

## Politik

### Gemeinderat
In Neuenstein wird der Gemeinderat nach dem Verfahren der unechten Teilortswahl gewählt. Dabei kann sich die Zahl der Gemeinderäte durch Überhangmandate verändern. Der Gemeinderat in Neuenstein hat nach der letzten Wahl 20 Mitglieder, er besteht aus den gewählten ehrenamtlichen Gemeinderäten und dem Bürgermeister als Vorsitzendem. Der Bürgermeister ist im Gemeinderat stimmberechtigt. 
Die Kommunalwahl am 9. Juni 2024 führte zu folgendem Endergebnis. Die Wahlbeteiligung betrug 64,08 %.
| Liste / Partei | Stimmen | Sitze     |           | 2019 |
| FWV            | 59,38 % | 12        | 12 Sitze  |      |
| Aktive Bürger  | 38,32 % | 8         | 07 Sitze  |      |
| SPD            | 2,29 %  | kein Sitz | kein Sitz |      |

### Bürgermeister
Bürgermeisterin von 1999 bis 2015 war Sabine Eckert-Viereckel.
Bei der Neuwahl des Bürgermeisters am 22. Februar 2015 erreichte Karl Michael Nicklas im ersten Wahlgang eine Mehrheit von 85 % der abgegebenen gültigen Stimmen. Er wurde am 15. Januar 2023 mit 86,9 % der Stimmen wiedergewählt.

### Wappen und Flagge
Die Blasonierung des Neuensteiner Wappens lautet: In Silber ein roter Spitzhammer. Die Stadtflagge ist Rot-Weiß.
Der Spitzhammer, auch als Steinhammer bezeichnet, war schon Bestandteil des Familienwappens des Neuensteiner Ortsadels. In den hohenloheschen Hausfarben Weiß und Rot fand er Eingang in das Wappen, das Kaiser Maximilian I. am 15. April 1509 der Stadt Neuenstein verlieh und das auch die nach der Kommunalreform entstandene neue Stadt Neuenstein weiterhin führt. Wappen und Flagge wurden der Stadt am 11. November 1975 vom baden-württembergischen Innenministerium verliehen.

### Partnerschaften
Es bestehen Städtefreundschaften zu Thurles, Irland und Nissoria, Italien.

## Wirtschaft und Infrastruktur

### Verkehr

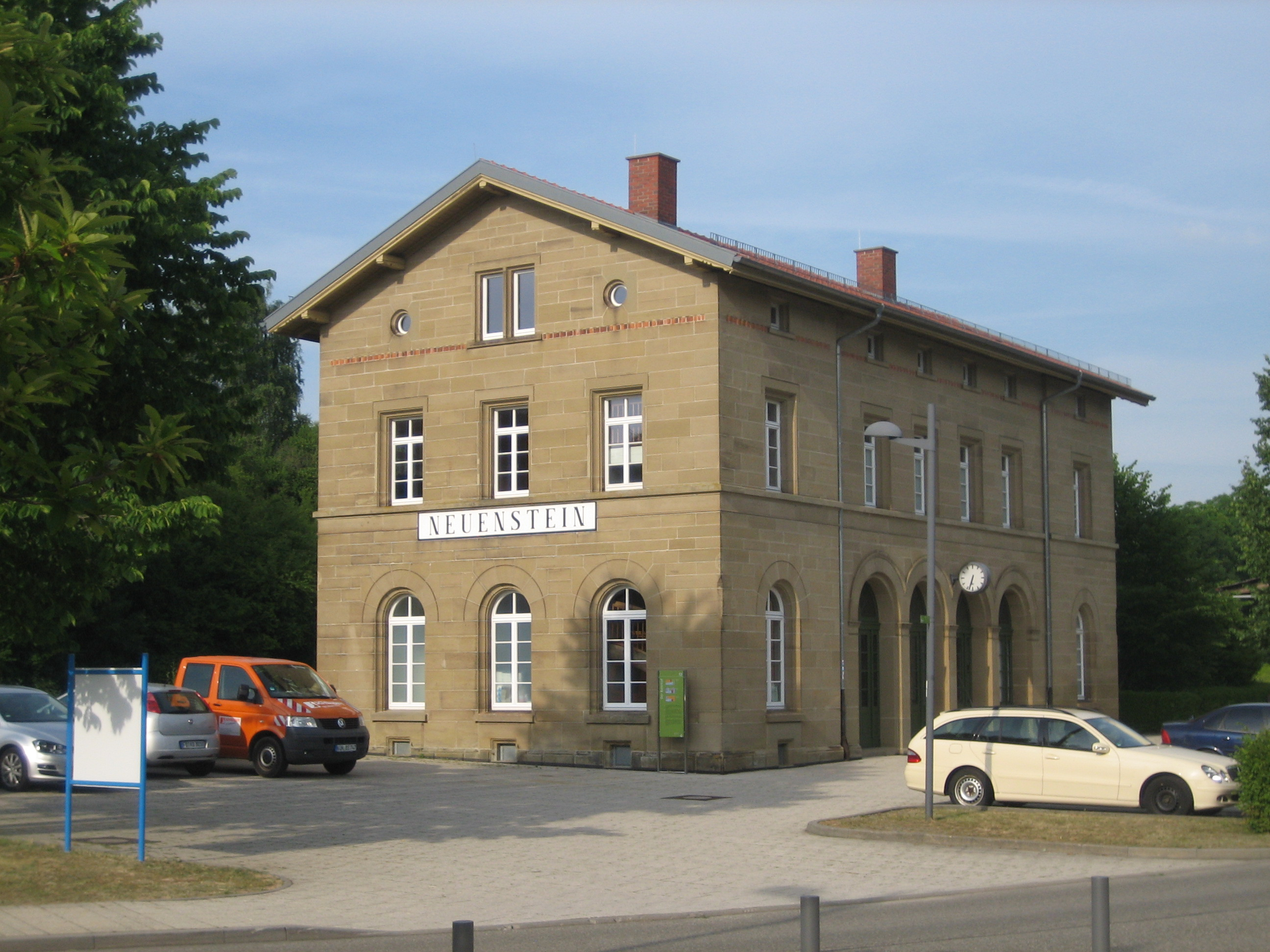
Neuenstein Bahnhof (2017)

Neuenstein ist durch die Bundesautobahn 6 (Saarbrücken–Waidhaus) an das überregionale Straßennetz angebunden. Die Stadt liegt an der Bahnstrecke Heilbronn–Crailsheim, die von 1860 bis 1867 erbaut wurde.
Durch eine Alltagsroute aus dem Radnetz Baden-Württemberg ist Neuenstein mit Öhringen und in der anderen Richtung über den Gewerbepark Hohenlohe bei Waldenburg mit Schwäbisch Hall verbunden. Zudem führt als touristischer Landes-Radfernweg der Württemberger Weinradweg durch Neuenstein. Er führt von Rottenburg am Neckar nach Niederstetten und dabei von Pfedelbach über Michelbach am Wald (Stadt Öhringen) nach Obersöllbach, Neuenstein, Groß- und Kleinhirschbach und weiter über Zweiflingen ins Kochertal nach Sindringen (Stadt Forchtenberg).

### Ansässige Unternehmen
In Neuenstein befindet sich ein Werk des Automobilzulieferers Magna PT (ehemals Getrag) mit über 1000 Mitarbeitern.

### Bildung
Neuenstein verfügt über eine Grund- und Werkrealschule. Die Schule Neuenstein ist eine der 34 Starterschulen, die ab dem Schuljahr 2012/2013 die ersten baden-württembergischen Gemeinschaftsschulen waren.

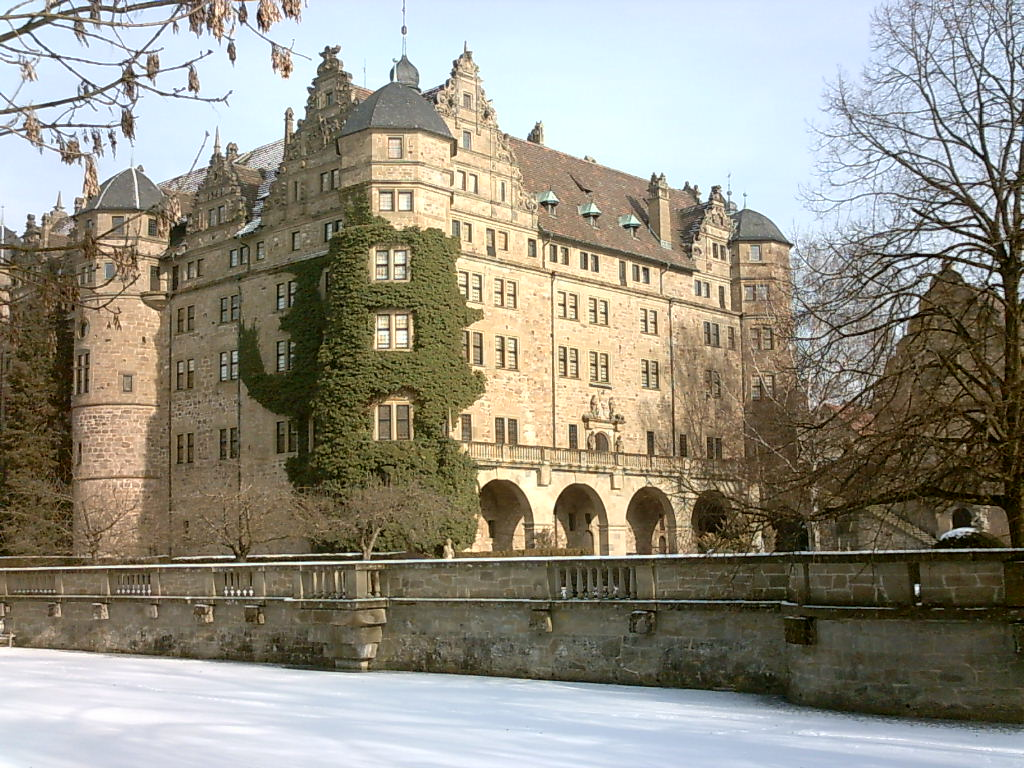
Schloss Neuenstein, Südfassade im Winter

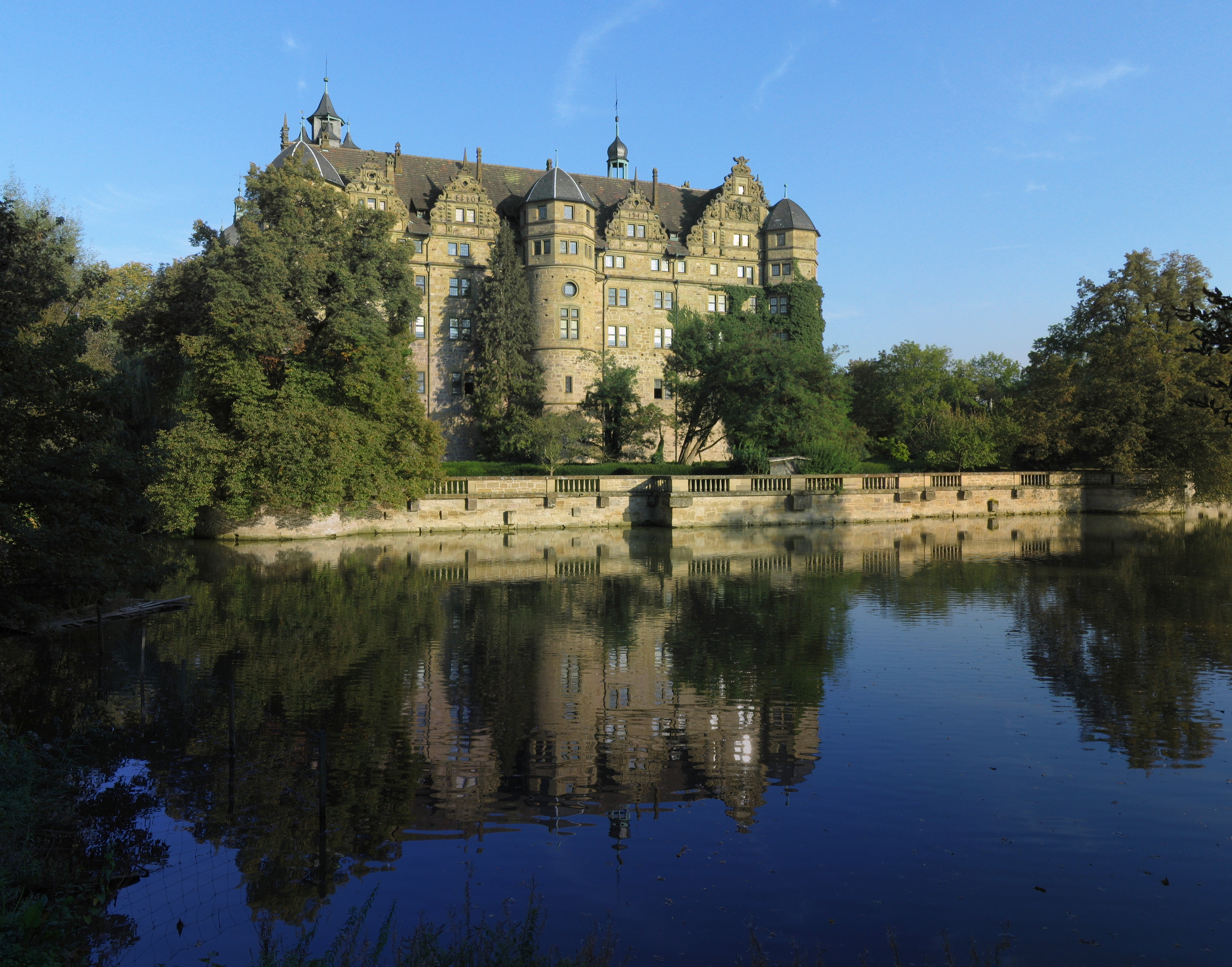
Schloss Neuenstein, Westfassade im Spätsommer

## Kultur und Sehenswürdigkeiten
Neuenstein liegt an der Burgenstraße, die an vielen Sehenswürdigkeiten vorbeiführt.

### Bauwerke
Im Schloss Neuenstein befindet sich u. a. das Hohenlohe-Zentralarchiv, das Eigentum der verschiedenen Linien der ehemaligen Fürsten von Hohenlohe ist, aber vom Land Baden-Württemberg verwaltet wird und öffentlich zugänglich ist.
Das Schloss wurde in den Jahren 1906 bis 1925 nach Entwürfen des Architekten Bodo Ebhardt restauriert und um ein Geschoss aufgestockt.
Die evangelische Stadtkirche wurde 1609 bis 1611 anstelle einer spätgotischen Kapelle erbaut, deren Chor und Turmuntergeschosse in den Neubau miteinbezogen wurden.
Der 1620 erbaute Bürgerturm, ein Turm der ehemaligen Stadtbefestigung, dient als Aussichtsturm und Wanderheim.

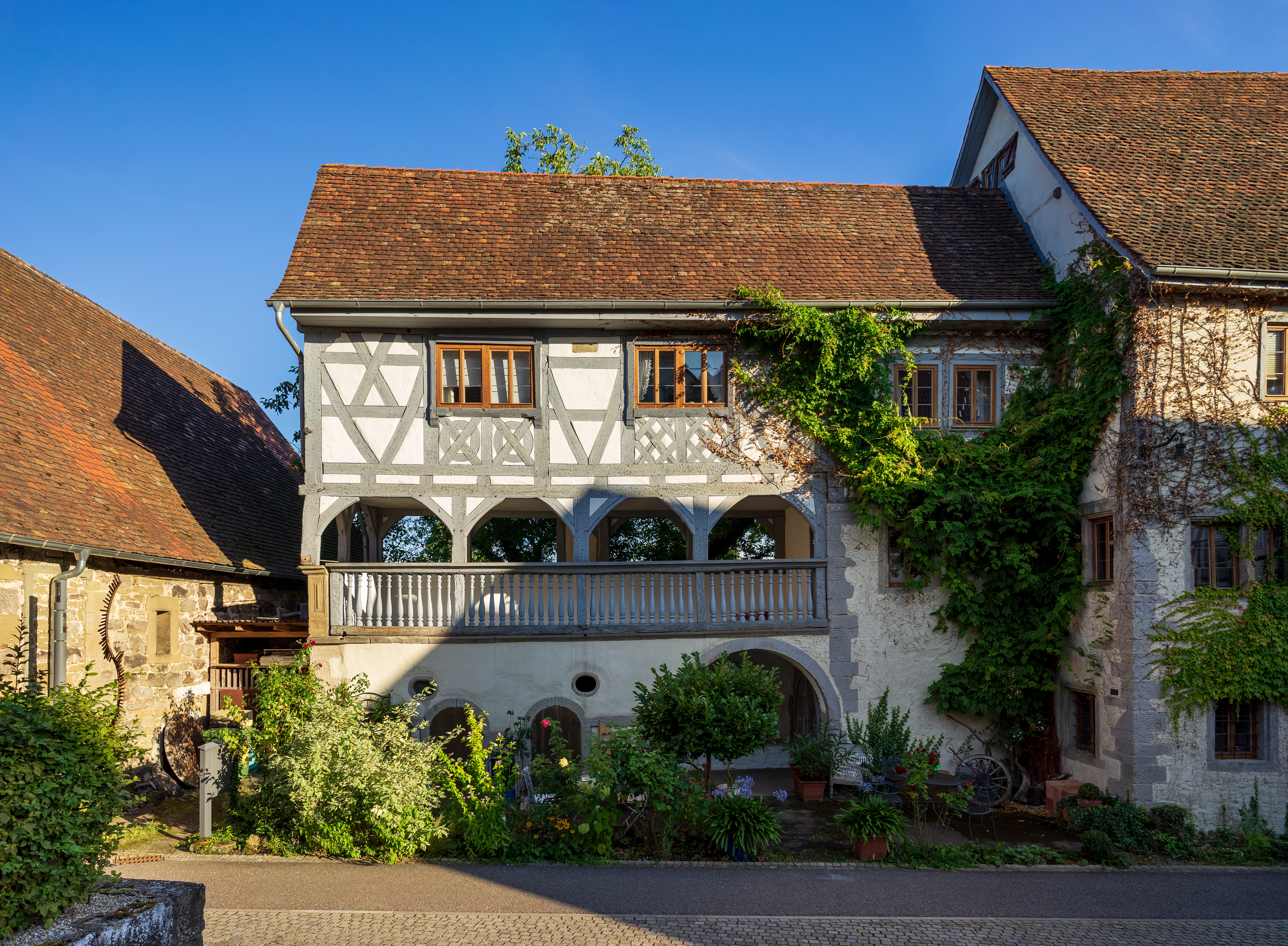
Das so genannte Alte Spital

In der Altstadt gibt es eine Reihe prächtiger Fachwerkhäuser, insbesondere das so genannte Alte Spital, ein 1474 im Renaissance-Stil erbautes herrschaftliches Wohnhaus (Spitalgasse Nr. 13), dessen Ostflügel eine Fachwerk-Loggia aufweist.
Die evangelische Marienkirche in Kirchensall ist im Dezember 2013 Denkmal des Monats der Denkmalstiftung Baden-Württemberg.

### Naturdenkmäler
Die Eiche am Emmertshof ist eine der stärksten und ältesten Stieleichen in Süddeutschland.

## Persönlichkeiten

### Ehrenbürger
- Wilhelm Schrader, hohenlohischer Mundartdichter (* 12. Januar 1847; † 31. Oktober 1914)

### Söhne und Töchter der Gemeinde
- Wendel Hipler (um 1485–1526), Führer der Bauern im Bauernkrieg
- Johann Friedrich I. zu Hohenlohe-Neuenstein-Öhringen (1617–1702), Graf von Hohenlohe
- Eleonore Klara von Hohenlohe-Neuenstein (* 16. Juli 1632; † 4. Mai 1709 im Schloss Saarbrücken), Gräfin von Nassau-Saarbrücken, Regentin der Grafschaften Saarbrücken und Saarwerden
- Wolfgang Julius (* 1622; † 26. Dezember 1698 in Neuenstein), Graf von Hohenlohe-Neuenstein und kaiserlicher Generalfeldmarschall im Türkenkrieg
- Johann Wolfgang Textor der Ältere (* 20. Januar 1638; † 27. Dezember 1701 in Frankfurt am Main), Jurist und Archivar, Vorfahr Johann Wolfgang von Goethes
- Hermann Carl von Baumann (* 18. August 1818; † 18. Juni 1907 in Ludwigsburg), württembergischer Oberamtmann
- Georg Wilhelm Schrader (* 12. Januar 1847; † 31. Oktober 1914 in Ulm), Zollbeamter und Hohenloher Heimat- und Mundartdichter
- Friedrich von Hofmann (* 29. Juli 1851; † 8. November 1921 in Reutlingen), württembergischer Oberamtmann und Regierungspräsident
- Benjamin Richter (* 17. Februar 1869; † 11. Januar 1954 in Stuttgart), württembergischer Oberamtmann
- Gertrud Kauffmann (* 11. März 1890; † 7. Oktober 1965 in Göppingen), Kunsthistorikerin und Autorin
- Sophie Reuschle (* 8. März 1891; † 21. Oktober 1982 in Bielefeld), Schriftstellerin
- Friedrich Herrmann (* 25. Dezember 1892 im Stadtteil Neureut; † 23. November 1954 ebenda), Politiker (FDP), Landesminister in Baden-Württemberg
- Karl Megerle (* 18. Oktober 1894; † 2. April 1972 in Neuenstein), Journalist, Staatsbeamter und Politiker (NSDAP)
- Fritz Mader (* 9. April 1900 in Eschelbach; † 1998 in Waiblingen), Künstler, Kunsterzieher und NSDAP-Funktionär
- Hans Scholder (* 15. November 1922; † 9. Oktober 2012), Bürgermeister von Westernach, Obereppach und Ditzingen

### Weitere Persönlichkeiten, die mit der Stadt in Verbindung stehen
- Ulrich Heinrich (* 11. Dezember 1939 in Tettnang; † 16. Oktober 2007 in Heidelberg) war ein deutscher Politiker (FDP) und wohnte in Neuenstein-Großhirschbach
- Serafin Schefold (* 19. September 1996 in Öhringen) ist ein deutscher Kunstradfahrer. Er ist zusammen mit Max Hanselmann Weltrekordhalter und Weltmeister im Zweier-Kunstradfahren Elite, offene Klasse der Jahre 2017 bis 2021
- Karl Schumm (* 22. Dezember 1900 in Kirchberg/Jagst; † 17. Juli 1976 ebenda) Archivar, Gründer des Hohenlohe-Zentralarchivs in Neuenstein (bestattet in Neuenstein)[16]